# Stadium Casablanca (baloncesto femenino)
La sección de baloncesto del Stadium Casablanca, conocida por motivos de patrocinio como Mann-Filter, participó en la Liga Femenina de Baloncesto de España desde la temporada 2013-14 hasta la 2019-20, al final de la cual dejó de funcionar de forma independiente para vincularse a la estructura deportiva del Basket Zaragoza 2002. Tras dos años de colaboración ambos clubs decidieron romper el convenio y a partir de la temporada 2022-23, el Stadium Casablanca vuelve a ser un club autónomo, con su primer equipo femenino en la Primera Nacional Femenina.

## Historia
Su primera temporada en el baloncesto de élite nacional fue la 1977/78, en la que quedaron en última posición siendo relegadas a la Segunda División.
Durante la temporada 2012/13 logra ascender de nuevo a la máxima categoría, a pesar de la tercera plaza obtenida en la Liga Femenina 2, gracias a la ampliación del número de equipos participantes de la Liga Femenina el año siguiente. Para la posterior temporada se firmó un contrato de patrocinio con Mann-Filter, quien había patrocinado durante doce años al extinto Club Deportivo Basket Zaragoza.
El Mann-Filter, como equipo de Stadium Casablanca, consigue la 9ª posición en la temporada 13/14 a las órdenes de Álex Cebrián y la 12.ª en la 14/15, en la que comienza Jesús Gutiérrez como entrenador, pero es relevado en diciembre por Víctor Lapeña, quien continúa actualmente como entrenador en la temporada 15/16.
En el cuerpo técnico están también Sergio Nicuesa y Santi Pérez como ayudantes, Isaac Caseras preparador físico, Juan Carlos Palacio fisio, Rafael Gascón médico y José Muzas delegado de equipo. El delegado de la sección de Stadium Casablanca es Freddy Gimeno. Como responsable de prensa ejerce el director de Comunicación del club Manuel de Miguel.
Tras la temporada 2019-20 la empresa Mann-Filter renunció a continuar con su patrocinio, lo que llevó al equipo a firmar un acuerdo de vinculación con el Basket Zaragoza 2002, de la Liga ACB. De este modo el convenio señalaba que a partir de la temporada 2020-21 el Casademont Zaragoza se hacía cargo de la estructura del equipo en Liga Femenina y el Stadium Casablanca mantenía su plaza en la Liga Femenina 2 como club vinculado. Tras dos años, y ante la negativa de la Fundación Basket Zaragoza, en la que estaba integrada el club a través del acuerdo de colaboración, a sufragar el playoff de ascenso a Liga Challenge,  ambas partes acordaron poner fin al convenio, con el Stadium Casablanca comenzando la temporada 2022-23 con su primer equipo femenino en Primera Nacional Femenina.
Tras dos temporadas consecutivas accediendo a la Fase final de ascenso a la Liga Femenina 2, en la 2024-25 consigue el ascenso  deportivo, quedando primeras de su grupo de ascenso, pero el club al final renuncia por motivos económicos.

## Denominaciones
- A.D. Stadium Casablanca (2001-2005)
- La Bella Easo Casablanca (2005-2008)
- Stadium Casablanca (2008-2011)
- Clickseguros Casablanca (2011-2013)
- Mann-Filter (2013-2018)
- Mann-Filter Casablanca (2018-2020)
- Anagan Stadium Casablanca (2020-2022)
- Stadium Casablanca (2022-)

## Trayectoria
| Temporada | Nivel | División             | Pos. | Postemporada                     | LR    | PO       | Copa             | Copa |
| --------- | ----- | -------------------- | ---- | -------------------------------- | ----- | -------- | ---------------- | ---- |
| 1977-78   | 1     | Primera División Fem | 12.º | Descenso                         | 3-19  | –        | –                | –    |
|           |       |                      |      |                                  |       |          |                  |      |
| 2001-02   | 2     | Liga Femenina 2      | 5.º  | –                                | 11-9  | –        | –                | –    |
| 2002-03   | 2     | Liga Femenina 2      | 6.º  | –                                | 13-13 | –        | –                | –    |
| 2003-04   | 2     | Liga Femenina 2      | 8.º  | –                                | 10-14 | –        | –                | –    |
| 2004-05   | 2     | Liga Femenina 2      | 7.º  | –                                | 13-13 | –        | –                | –    |
| 2005-06   | 2     | Liga Femenina 2      | 11.º | –                                | 9-17  | –        | –                | –    |
| 2006-07   | 2     | Liga Femenina 2      | 11.º | –                                | 9-17  | –        | –                | –    |
| 2007-08   | 2     | Liga Femenina 2      | 9.º  | –                                | 10-16 | –        | –                | –    |
| 2008-09   | 2     | Liga Femenina 2      | 7.º  | –                                | 16-12 | –        | –                | –    |
| 2009-10   | 2     | Liga Femenina 2      | 6.º  | –                                | 16-12 | –        | –                | –    |
| 2010-11   | 2     | Liga Femenina 2      | 6.º  | –                                | 15-11 | –        | –                | –    |
| 2011-12   | 2     | Liga Femenina 2      | 4.º  | Fase final (8.º)                 | 21-7  | 1-2      | –                | –    |
| 2012-13   | 2     | Liga Femenina 2      | 2.º  | Semifinal (3.º)/ Ascenso         | 18-4  | 2-2      | –                | –    |
| 2013-14   | 1     | Liga Femenina        | 9.º  | –                                | 9-13  | –        | –                | –    |
| 2014-15   | 1     | Liga Femenina        | 12.º | –                                | 9-17  | –        | –                | –    |
| 2015-16   | 1     | Liga Femenina        | 4.º  | Semifinal (4.º)                  | 17-9  | 0-2      | –                | –    |
| 2016-17   | 1     | Liga Femenina        | 11.º | –                                | 10-16 | –        | –                | –    |
| 2017-18   | 1     | Liga Femenina        | 3.º  | Semifinal (3.º)                  | 19-7  | 2-3      | Copa de la Reina | SF   |
| 2018-19   | 1     | Liga Femenina        | 8.º  | Cuartos final (8.º)              | 10-16 | 0-2      | –                | –    |
| 2019-20   | 1     | Liga Femenina        | 9.º  | –                                | 9-13  | –        | –                | –    |
| 2020-21   | 2     | Liga Femenina 2      | 8.º  | –                                | 12-14 | –        | –                | –    |
| 2021-22   | 2     | Liga Femenina 2      | 4.º  | –                                | 17-9  | –        | –                | –    |
| 2022-23   | 4     | 1.ª Nacional Fem A1  | 1.º  | Final (2.º)                      | 18-2  | 3-1      | –                | –    |
| 2023-24   | 4     | 1.ª Nacional Fem A1  | 2.º  | Final (1.º)/ Fase ascenso (10.º) | 16-2  | (6-0)1-2 | –                | –    |
| 2024-25   | 4     | 1.ª Nacional Fem A1  | 1.º  | Final (1.º)/ Fase ascenso (3.º)  | 20-2  | (4-1)3-0 | –                | –    |
| 2025-26   | 4     | Supercopa Fem        |      |                                  |       |          | –                | –    |

## Jugadoras

### Plantilla 2017-2018
| #  | Nombre            | Nac.                                    | Fecha de nacimiento      | Lugar                                    | Pos.      | Procedencia                 | Años | Altura (cm) |
| -- | ----------------- | --------------------------------------- | ------------------------ | ---------------------------------------- | --------- | --------------------------- | ---- | ----------- |
| 5  | Gaby Ocete        | Bandera de España                       | 6 de mayo de 1988        | Palma de Mallorca (España)               | Base      | IDK Gipuzkoa                | 1    | 170         |
| 6  | Tamara Abalde     | Bandera de España                       | 6 de febrero de 1989     | Ferrol (España)                          | Ala-pívot | CREF ¡Hola!                 | 1    | 190         |
| 7  | Paola Ferrari     | Bandera de Paraguay · Bandera de Italia | 16 de septiembre de 1985 | Asunción, Paraguay                       | Escolta   | IDK Gipuzkoa                | 1    | 178         |
| 8  | Irene Lahuerta    | Bandera de España                       | 3 de agosto de 1996      | Zaragoza                                 | Base      | CB Santfeliuenc             | 3    | 170         |
| 10 | Carolina Esparcia | Bandera de España                       | 1 de junio de 1995       | Zaragoza                                 | Alero     | Categorías inferiores       | 6    | 179         |
| 11 | Vega Gimeno       | Bandera de España                       | 8 de enero de 1991       | Valencia (España)                        | Ala-Pívot | Embutidos Pajariel Bembibre | 1    | 185         |
| 13 | Lucila Pascua     | Bandera de España                       | 21 de marzo de 1983      | Sabadell                                 | Pívot     | CB Conquero                 | 3    | 196         |
| 15 | Marina Vilella    | Bandera de España                       | 26 de junio de 1992      | Zaragoza                                 | Ala-Pivot | Baloncesto Femenino Aragón  | 1    | 185         |
| 17 | Zoe Hernandez     | Bandera de España                       | 18 de marzo de 2001      | Zaragoza                                 | Alero     | Categorías inferiores       |      | 176         |
| 20 | Shacobia Barbee   | Bandera de Estados Unidos               | 9 de agosto de 1994      | Murfreesboro, Tennessee (Estados Unidos) | Alero     | Star Center Uni Ferrol      | 1    | 180         |

Asimismo, también participaron durante la temporada las siguientes jugadoras
| #  | Nombre           | Nac.                 | Fecha de nacimiento      | Lugar                | Pos.      | Procedencia | Años | Altura (cm) |
| -- | ---------------- | -------------------- | ------------------------ | -------------------- | --------- | ----------- | ---- | ----------- |
| 9  | Jaklin Zlatanova | Bandera de Bulgaria  | 25 de septiembre de 1988 | Sofia (Bulgaria)     | Ala-Pívot |             | 2    | 188         |
| 40 | Taru Tuukkanen   | Bandera de Finlandia | 30 de diciembre de 1977  | Helsinki (Finlandia) | Ala-Pívot |             | 1    | 190         |

## Cantera
La cantera de baloncesto femenino también tiene mucho éxito. Todas sus categorías son finalistas en los Campeonatos de Aragón y en grandes ocasiones son las ganadoras de dicha competición. Además de disputar todos los años el Campeonato de España en categorías infantil, cadete y junior.
En el año 2017, el equipo femenino cadete quedó Subcampeón de España en el Campeonato Nacional.